# 인천미추홀소방서
인천미추홀소방서(仁川-消防署, Incheon Michuhol Fire Station)는 인천광역시 미추홀구를 관할하는 인천광역시 소방본부 산하의 소방서이다.
소방서장은 소방정으로 보한다.

## 연혁
- 2007년 9월 5일: 인천남부소방서 개서
- 2018년 9월 11일: 인천미추홀소방서로 변경

## 조직
| - 소방행정과 - 행정팀 - 예산장비팀 | - 예방안전과 - 예방총괄팀 - 안전지도팀 - 홍보교육팀 | - 대응구조구급과 - 대응관리팀 - 구조구급팀 | - 현장대응단 - 지휘조사팀 - 안전보건팀 |

## 관할센터 및 관할구역
인천미추홀소방서는 6개의 119안전센터와 1개의 구조대를 산하에 두고 있다.
| 명칭                       | 사진 | 주소         | 관할구역                         | 지역대 |
| -------------------------- | ---- | ------------ | -------------------------------- | ------ |
| 신기119안전센터            |      | 인하로 190   | 주안 2·3·7동, 용현 1·4동, 학익동 |        |
| 주안119안전센터            |      | 한나루로 607 | 주안 1·6동, 도화 1동             |        |
| 도화119안전센터            |      | 장고개로 85  | 도화 2·3동, 주안 5동             |        |
| 용현119안전센터            |      | 독배로 376   | 용현 2·3·5동                     |        |
| 관교119안전센터            |      | 인하로 450   | 문학동, 관교동, 주안 4·8동       |        |
| 숭의119안전센터            |      | 샛골로 30    | 숭의동                           |        |
| 인천미추홀소방서 119구조대 |      | 소성로 226-1 | 인천광역시 미추홀구 일원         |        |

## 사진

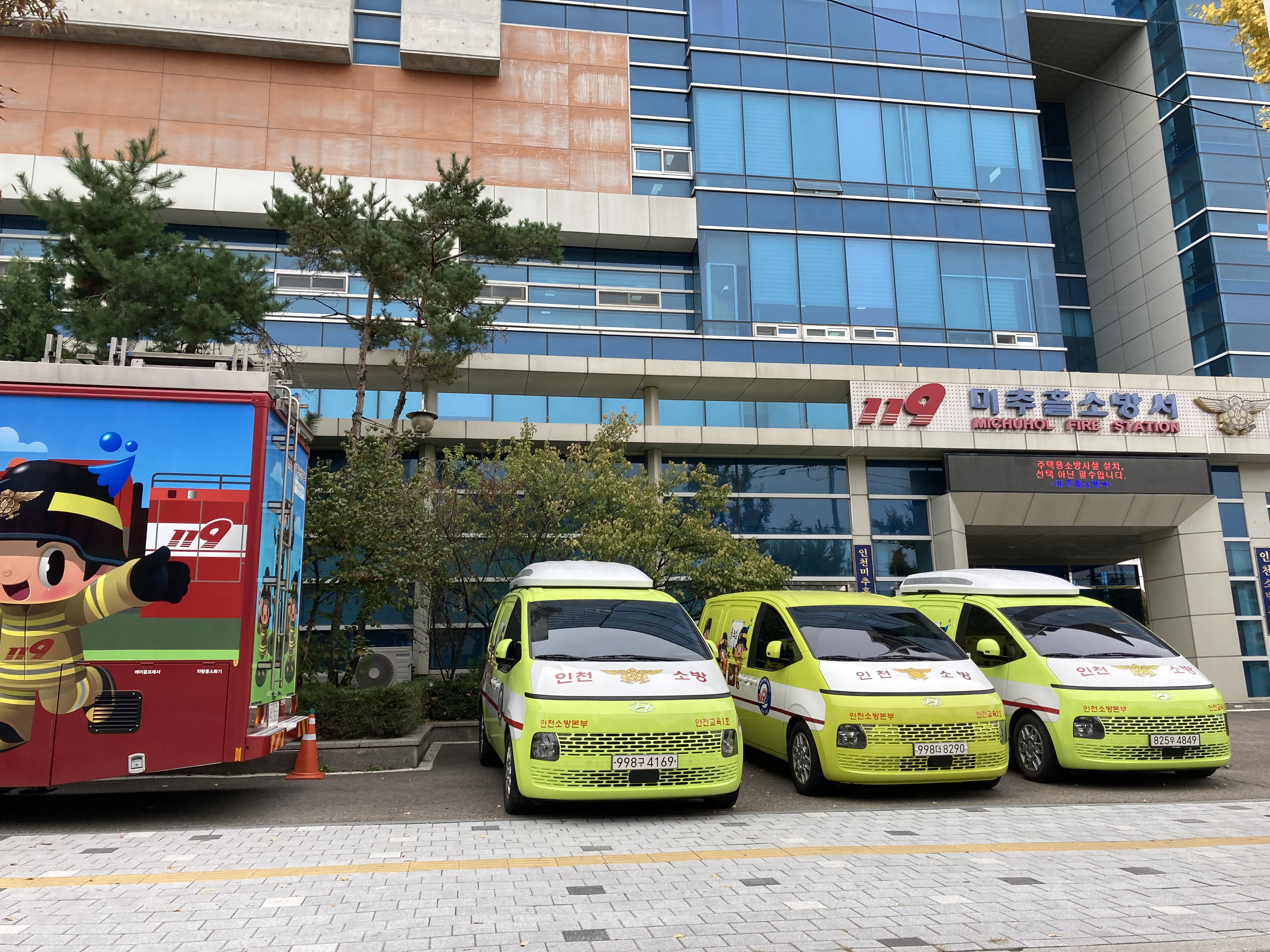
인천미추홀소방서 119구조대

## 같이 보기
- 대한민국 소방청
- 대한민국의 소방
- 소방관 계급